# Akira Yamaoka
Akira Yamaoka, en japonés, 山岡 晃, romanizado: Yamaoka Akira (Niigata, 6 de febrero de 1968), es un músico y compositor musical de videojuegos. Ha compuesto bandas sonoras y ambientales para varios videojuegos publicados por Konami, principalmente para la saga Silent Hill. Yamaoka estudió en el Tokyo Art College la carrera de diseño de producto e interior. Después de haber sido un compositor autónomo, se unió a Konami el 23 de septiembre de 1993, y abandonó la compañía a fines de noviembre de 2009.
Yamaoka trabajó con Konami de 1993 a 2009 y se reincorporó en 2024. Ha sido director de sonido en Grasshopper Manufacture desde 2010.

## Biografía

### Comienzos
Antes de trabajar como compositor de música de juegos, Yamaoka inicialmente buscó una carrera como diseñador, pero en su lugar se convirtió en músico después de estudiar diseño de productos en el Tokyo Art College.
En 1993 se unió a Konami para trabajar en el juego Sparkster: Rocket Night Adventures 2. Cuando Konami comenzó a buscar un músico para componer la partitura de Silent Hill, Yamaoka se ofreció voluntariamente porque pensó que era el único capaz de hacer la banda sonora.

### Trayectoria profesional
Yamaoka es mayormente conocido por su trabajo en la serie de videojuegos de Silent Hill, en la cual ha compuesto toda la banda sonora, al igual que los efectos de sonido de los cuatro juegos —excluyendo Silent Hill: Play Novel para GBA y «Esperándote» en Silent Hill, compuesta por Rika Muranaka—. Desde Silent Hill 3, ha jugado un papel importante como el productor de la serie, continuando también con su trabajo de composición musical.
El sonido de Yamaoka comúnmente contiene fuertes trasfondos melancólicos y es generalmente identificado con los géneros dark ambient, trip-hop, y rock. Desde Silent Hill 3, también empezó a trabajar en colaboración con Mary Elizabeth McGlynn y Joe Romersa para composiciones vocales.
Mucho de su trabajo de títulos anteriores ha sido compilado para la adaptación en el 2006 de la película Silent Hill, la cual es dirigida por Christophe Gans.
Su música de Silent Hill 2 fue montada en vivo en 2005 en el tercer concierto de música para juegos (Symphonic Game Music Concert) en Leipzig, Alemania. Yamaoka también presentó música de Silent Hill en el estreno mundial de PLAY! A Video Game Symphony el 27 de mayo de 2006 en Chicago, Illinois, acompañando a la orquesta con una guitarra de siete cuerdas. 
Actualmente también se pueden encontrar sus temas en la serie de juegos musicales de Konami, Dance dance revolution, en concreto, en la versión DDR/DS SuperNOVA, donde se encuentran temas destacados como «iFUTURELIST», «Your Rain», «I feel», entre otros, y en la serie Beatmania IIDX donde se puede encontrar buena parte de los discos de su álbum iFUTURELIST.
Su primer álbum comercial, iFUTURELIST, fue lanzado a la venta en enero del 2006. También escribió el tema de 101%, el show principal del canal francés Nolife.
En 2009 fue el último en separarse del Team Silent.

## Influencias
Cuando se le preguntó qué otros artistas influyeron en su trabajo, Yamaoka citó a Trent Reznor de Nine Inch Nails como su "principal inspiración, tanto en la interpretación como en el estilo musical". [8] Entre sus otras influencias están Angelo Badalamenti (conocido por su trabajo en la banda sonora con David Lynch ), Massive Attack , [17] Metallica y Depeche Mode . [1]
Cuando se le preguntó si sus estudios en el Tokyo Art College le ayudaron en su carrera musical, contestó:

En aquel entonces Mick Karn de Japón, Steve Strange de Visage, y muchos otros musicos combinaron las nociones del arte y la música con su estilo propio. Yo fui realmente influenciado por eso. De cualquier forma, cada vez que escribo una canción, trato de combinar arte y música.
Akira Yamaoka

### Videojuegos
| Year      | Title                                 | Notes |
| --------- | ------------------------------------- | --- |
| 1991      | Smart Ball                            | with Yasuhiko Fukuda and Manabu Saito                                                                              |
| 1994      | Contra: Hard Corps                    | with Hiroshi Kobayashi, Michiru Yamane, Hirofumi Taniguchi, and Aki Hata                                           |
| 1994      | Sparkster                             | with Kazuhiko Uehara, Masahiro Ikariko, Minako Matsuhira, and Michiru Yamane                                       |
| 1994      | Sparkster: Rocket Knight Adventures 2 | with Michiru Yamane                                                                                                |
| 1994      | Snatcher                              | sound programming, with Keizou Nakamura, Masanori Adachi, Kazuhito Imai, and Masanori Oouchi                       |
| 1996      | Gradius Deluxe Pack                   | with Miki Higashino, Kiyohiko Yamane, and Motoaki Furukawa                                                         |
| 1996      | Ganbare Goemon: Uchū Kaizoku Akogingu | with Michiru Yamane, Takayuki Fujii, Motoaki Furukawa, Tappi Iwase, Latino, Hiroshi Tamawari, and Shoichiro Hirata |
| 1996      | Speed King                            | PlayStation Version                                                                                                |
| 1996      | Lightning Legend: Daigo no Daibouken  | "Spring's Undersea Walking Hurricane (Rankerk Hatred)"                                                             |
| 1997      | International Superstar Soccer Pro    | |
| 1997      | Nagano Winter Olympics '98            | with Soshiro Hokkai and Keiko Fukami                                                                               |
| 1998      | Poy Poy 2                             | |
| 1998      | NBA In The Zone '98                   | with Yuichi Asami, Ryuichi Inoue, and Nobuhiko Matsufuji                                                           |
| 1998      | Kensei: Sacred Fist                   | with Kyoran Suzuki and Norikazu Miura                                                                              |
| 1998      | International Superstar Soccer Pro 98 | with Shinji Enomoto, Kosuke Soeda, Nobuhiko Matsufuji, and Hideki Kasai                                            |
| 1999      | Silent Hill                           | |
| 1999      | ISS Pro Evolution                     | with Shinji Enomoto, Kosuke Soeda, and Hideki Kasai                                                                |
| 1999–2012 | Bemani series                         | |
| 2000      | Gradius III and IV                    | |
| 2000      | ESPN MLS GameNight                    | with Shinji Enomoto, Kosuke Soeda, and Hideki Kasai                                                                |
| 2001      | Silent Hill 2                         | |
| 2002      | Contra: Shattered Soldier             | with Sota Fujimori                                                                                                 |
| 2003      | Silent Hill 3                         | |
| 2004      | Rumble Roses                          | with various others                                                                                                |
| 2004      | Silent Hill 4: The Room               | |
| 2006      | Rumble Roses XX                       | with various others                                                                                                |
| 2007      | Silent Hill: Origins                  | |
| 2008      | Silent Hill: Homecoming               | |
| 2009      | Silent Hill: Shattered Memories       | |
| 2010      | No More Heroes 2: Desperate Struggle  | with Jun Fukuda |
| 2011      | Shadows of the Damned                 | |
| 2011      | Rebuild of Evangelion: Sound Impact   | arrangements |
| 2012      | Sine Mora                             | |
| 2012      | Liberation Maiden                     | sound producer |
| 2012      | Lollipop Chainsaw                     | music director |
| 2012      | Silent Hill: Book of Memories         | guitars on "Love Psalm (Book of Memories)"                                                                         |
| 2012      | Black Knight Sword                    | |
| 2013      | Rotolla                               | |
| 2013      | Killer Is Dead                        | music director |
| 2014      | Ranko Tsukigime's Longest Day         | |
| 2014      | Murasaki Baby                         | "Neeko" |
| 2015      | Persona 4: Dancing All Night          | "Time To Make History"                                                                                             |
| 2016      | Puzzle & Dragons X                    | with Kenji Ito, Yuzo Koshiro, and Keigo Ozaki                                                                      |
| 2016      | The Silver Case                       | arrangements, "WHITEOUT"                                                                                           |
| 2016      | Let It Die                            | music director |
| 2017      | Astro Boy: Edge of Time               | |
| 2017      | World of Tanks                        | "Battle in Japan"                                                                                                  |
| 2018      | The 25th Ward: The Silver Case        | with Baiyon, Erika Ito, and Masafumi Takada                                                                        |
| 2020      | Dead by Daylight                      | Chapter XVI: Silent Hill                                                                                           |
| 2020      | Ninjala                               | with many others                                                                                                   |
| 2020      | The Medium                            | with Arkadiusz Reikowski                                                                                           |
| 2020      | World of Tanks                        | "Mirny-13 - Hangar Theme" with Aleksandr Khilko and Aleksey Vanchuk                                                |

## Equipo de estudio

### Instrumentos
- Roland JD-800
- Roland JP-8080
- Roland TB-303
- Roland MKS-80
- Roland DJ-70
- Roland VP-9000
- Sequential Circuit Prophet-5
- Oberheim OB-MX
- Memorymoog
- Ensoniq VFX
- Akai VX-600
- Korg Prophecy